# کمان دایره‌ای

سبز رنگ یک قطاع دایره‌ای است. مرز منحنی با طول L، یک کمان دایره‌ای است.

یک کمان یا قوس دایره‌ای (به انگلیسی: circular arc) همان کمان یک دایره بین یک جفت نقطه متمایز است. اگر دو نقطه به صورت مستقیم روبروی هم نباشند، یکی از این کمان‌ها، کمان فرعی (به انگلیسی: minor arc) شامل یک زاویه از مرکز دایره است که کمتر از π رادیان (۱۸۰ درجه) است، و کمان دیگر، کمان اصلی است، که شامل یک زاویه بزرگتر از π رادیان است. کمان یک دایره به صورت بخش یا قسمتی از محیط یک دایره تعریف می‌شود. یک خط مستقیم که با وصل کردن دو انتهای کمان قابل ترسیم است، وتر دایره نامیده می‌شود. اگر طول کمان دقیقاً نصف دایره باشد، به آن کمان نیم‌دایره‌ای گفته می‌شود.